# Pravastatina
La pravastatina, commercializzata come sale sodico, è un composto appartenente alla famiglia delle statine, che viene impiegato in associazione alla dieta, all'attività fisica ed alla ricerca della perdita di peso per abbassare l'ipercolesterolemia, trattare le condizioni associate e prevenire la malattia cardiovascolare. In Italia il farmaco è venduto dalla società farmaceutica Menarini con il nome commerciale Pravaselect nella forma farmaceutica di compresse da 20 mg. Il farmaco è anche commercializzato da numerose altre società farmaceutiche come medicinale equivalente.

## Storia
Pravastatina fu identificata dai ricercatori della società farmaceutica giapponese Sankyo Pharma come prodotto di un batterio chiamato Nocardia autotrophica. La molecola è un metabolita di mevastatina, la capostipite della famiglia delle statine, identificata alla fine degli anni '70, sempre nei laboratori Sankyo.

## Farmacodinamica
Pravastatina fa parte della famiglia delle statine (o vastatine), e come queste agisce da inibitore selettivo e competitivo dell'enzima HMG-CoA reduttasi (3-idrossi-3-metiglutaril coenzima A reduttasi), l'enzima deputato alla conversione di  3-idrossi-3-metilglutaril coenzima A in mevalonato, un precursore fondamentale nella biosintesi del colesterolo. L'organo bersaglio principale su cui agisce pravastatina per abbassare il colesterolo è il fegato. 
Le lipoproteine a bassa densità (LDL) si formano a partire dalle VLDL e sono catabolizzate in particolare dal recettore ad alta affinità per le LDL.
Il farmaco determina un aumento del numero dei recettori per le LDL sulla superficie degli epatociti, ed a questo consegue perciò un incremento della captazione e del catabolismo di queste lipoproteine. Inoltre la molecola inibisce la sintesi epatica delle VLDL, riducendo in sostanza il numero totale di lipoproteine appartenenti ad entrambe le classi, VLDL ed LDL.

Studi clinici hanno evidenziato che pravastatina, sia in soggetti sani che in pazienti con ipercolesterolemia, abbassa le concentrazioni di colesterolo totale, colesterolo LDL, apolipoproteina B, colesterolo VLDL e trigliceridi provocando nel contempo incrementi variabili del colesterolo HDL e dei livelli di apolipoproteina A.

## Farmacocinetica
Pravastatina dopo somministrazione per via orale viene rapidamente assorbita dal tratto gastrointestinale. La concentrazione plasmatica massima viene raggiunta dopo 1-2 ore dall'assunzione. La biodisponibilità assoluta si aggira intorno al 17%. La contemporanea assunzione di cibo determina una riduzione della biodisponibilità, ma clinicamente questo effetto non appare significativo. 
Nell'organismo la gran parte del farmaco subisce una prima estrazione dal circolo nella ghiandola epatica, principale sito della sua azione.
Pravastatina viene trasportata all'interno dell'epatocita e, in misura decisamente minore, in altre cellule.
Circa il 50% della statina presente in circolo si lega alle proteine plasmatiche. Una limitata quantità di pravastatina viene secreta nel latte umano. Pravastatina non subisce metabolismo da parte del citocromo P450 né appare essere un substrato della P-glicoproteina quanto piuttosto di altre proteine di trasporto.
Dopo somministrazione orale l'eliminazione del farmaco avviene per via urinaria nella misura del 20% circa e per il 70% attraverso le feci. L'emivita plasmatica di eliminazione della molecola è compresa tra 1,5 e 2 ore.
Il principale metabolita derivante dalla biotrasformazione e degradazione di pravastatina è il metabolita isomerico 3-α-idrossi, farmacologicamente attivo anche se in misura molto parziale (dal 2,5 al 10% rispetto al compostoprogenitore).

## Usi clinici
Pravastatina trova utilizzo nell'adulto in soggetti affetti da ipercolesterolemia primaria, ipercolesterolemia familiare eterozigote o iperlipemia mista (tipo IIa e IIb secondo la classificazione di Fredrickson) in aggiunta alla dieta per diminuire i livelli elevati di colesterolo totale, colesterolo LDL, e trigliceridi, quando la risposta a dieta e misure non farmacologiche sia risultata insoddisfacente.

È usata anche per trattare l'ipercolesterolemia familiare omozigote in associazione od in alternativa ad altri trattamenti ipolipemizzanti.

Pravastatina è stata anche autorizzata per la prevenzione degli eventi cardiovascolari maggiori (ad esempio infarto del miocardio, stroke, angina instabile) in soggetti che sono considerati a rischio elevato di insorgenza di un primo evento cardiovascolare, così come terapia aggiuntiva alla correzione di altri fattori di rischio, e inoltre trova anche indicazione in prevenzione secondaria per i soggetti sottoposti ad interventi di rivascolarizzazione (angioplastica).
La statina vede anche un utilizzo nell'iperlipidemia post-trapianto in soggetti sottoposti a trattamento immunosoppressivo dopo trapianto d'organo solido.

## Effetti collaterali ed indesiderati
| Tipi di reazioni                                    | Comuni (>1/100, <1/10) | Non comuni (>1/1.000, <1/100)                                                                              | Rare (>1/10.000, <1/1.000) | Molto rare (<1/10.000)                                        |
| --------------------------------------------------- | ---------------------- | --- | -------------------------- | ------------------------------------------------------------- |
| Disordini del sistema nervoso                       |                        | - vertigini - Cefalea - Disturbi del sonno - Insonnia - incubi                                             |                            | - Polineuropatia periferica - Parestesia                      |
| Disturbi oculari                                    |                        | - Disturbi della visione - Visione offuscata - Diplopia                                                    |                            |                                                               |
| Apparato gastrointestinale                          |                        | - Dispepsia - Pirosi gastrica - Dolore addominale - Nausea - Vomito - Costipazione - Diarrea - Flatulenza. |                            | - Pancreatite                                                 |
| Sistema epatobiliare                                |                        | |                            | - Ittero - Epatite - Necrosi epatica fulminante.              |
| Cute e annessi                                      |                        | - Prurito - Rash cutaneo - Orticaria - Alopecia                                                            |                            |                                                               |
| Sistema urinario                                    |                        | - Disturbi della minzione - Disuria - Pollachiuria - Nicturia                                              |                            |                                                               |
| Disordini del sistema riproduttivo e della mammella |                        | - Disfunzione sessuale                                                                                     |                            |                                                               |
| Disordini generali                                  |                        | - Affaticamento                                                                                            |                            |                                                               |
| Apparato muscoloscheletrico e tessuto connettivo    |                        | - Mialgia - Debolezza muscolare                                                                            |                            | - Miopatia - Mioglobinuria - Rabdomiolisi                     |
| Sistema immunitario                                 |                        | |                            | - Anafilassi - Angioedema - Sindrome lupus eritematoso simile |

## Controindicazioni
Pravastatina è controindicata nei soggetti con ipersensibilità nota al principio attivo oppure ad uno qualsiasi degli eccipienti della formulazione farmaceutica. 
Il farmaco è inoltre controindicato nei soggetti affetti da malattia epatica in fase attiva, negli alcolisti o in coloro che registrano incrementi persistenti ed inspiegabili delle transaminasi, oltre 3 volte i valori normali di riferimento.
La molecola non deve essere somministrata nelle donne in stato di gravidanza, ed in quelle che allattano al seno oppure che sono in età fertile ma non ricorrono ad adeguate misure contraccettive.

## Dosi terapeutiche
Il paziente deve essere posto a dieta standard ipolipidica prima di iniziare il trattamento con la statina. La dieta deve essere continuata durante tutto il periodo di trattamento. Il farmaco deve essere assunto per bocca, con o senza cibo, una volta al giorno e preferibilmente la sera. Nell'adulto il dosaggio iniziale consigliato è di 40 mg/die. Se la dose assunta non permette di raggiungere le concentrazioni di colesterolo desiderate, è possibile assumere il dosaggio di 80 mg/die.
Poiché l'effetto massimo di una data dose viene raggiunto entro 4 settimane, aggiustamenti del dosaggio possono essere fatti non prima di questo intervallo di tempo.
- Ipercolesterolemia primaria e familiare

10–40 mg in unica somministrazione giornaliera.
- Prevenzione cardiovascolare

La dose di partenza coincide con quella di mantenimento ed è pari a 40 mg giornalieri.
- Trattamento post trapianto

Nei soggetti sottoposti a trapianto d'organo ed in terapia immunosoppressiva la dose raccomandata è pari a 20 mg/die eventualmente elevabili, in base alla risposta dei parametri lipidici, a 40 mg/die.

## Gravidanza e allattamento
La somministrazione di pravastatina è controindicata in donne che sono in stato di gravidanza. Nelle donne in età fertile prima della prescrizione è raccomandata l'esecuzione di un test di gravidanza, quindi di associare alla terapia con la statina delle valide misure contraccettive. Il farmaco riduce la sintesi di colesterolo, molecola fondamentale per la sintesi di steroidi e delle membrane cellulari, elementi essenziali per lo sviluppo fetale.
Il profilo di tossicità nelle donne in gravidanza non è stato adeguatamente indagato,  ma il rischio potenziale che deriva dall'inibizione dell'HMG-CoA reduttasi appare superiore ai vantaggi attesi del trattamento durante tale periodo. L'aterosclerosi è un processo cronico e ragionevolmente l'interruzione del trattamento con statina durante la gravidanza dovrebbe avere un impatto molto limitato sul rischio a lungo termine correlato all'ipercolesterolemia primaria.
Qualora, durante il trattamento con pravastatina, fosse diagnosticata una gravidanza, la terapia deve essere immediatamente sospesa.
Pravastatina ed i suoi metaboliti in minima quantità viene escreta nel latte materno umano. Poiché colesterolo e gli altri derivati della biosintesi del colesterolo, inibiti dal farmaco, sono essenziali, l'allattamento al seno durante la terapia farmacologica non è raccomandato per non esporre a potenziale tossicità i neonati.

## Interazioni
- Fibrati (gemfibrozil, fenofibrato): la terapia di associazione fra fibrati e statine è gravata da un aumentato rischio di eventi avversi che coinvolgono l'apparato muscolare, e fra questi miopatia e rabdomiolisi. La terapia di associazione fra pravastatin e fibrati  deve essere evitata non potendo escludere a priori il verificarsi di questi eventi avversi.
- Colestiramina e colestipol: somministrati contemporaneamente alla statina determinano una diminuzione variabile tra il 40 e il 50% della biodisponibilità di pravastatina.
- Ciclosporina: la contemporanea somministrazione con la statina comporta un aumento di circa 4 volte o più dell'esposizione sistemica alla pravastatina.
- Warfarin ed altri anticoagulanti orali: la somministrazione dell'anticoagulante e della statina non comporta modificazioni significative del tempo di protrombina o dell'indice INR.
- Farmaci metabolizzati dal citocromo P450: dal momento che pravastatina non è metabolizzata in modo clinicamente significativa dal CYP450 molte sostanze  che sono substrati o inibitori del CYP3A4 (itraconazolo, ketoconazolo, diltiazem, verapamil, inibitori della proteasi, succo di pompelmo) e inibitori del CYP2C9 (fluconazolo) non presentano interazione farmacologica significativa con la statina stessa.